# نوواورازایوو
نوواورازایوو (به لاتین: Novourazayevo) یک منطقهٔ مسکونی در روسیه است که در باشقیرستان واقع شده‌است.